# Charles J. Pedersen
Charles John Pedersen (Busán, Corea, 3 de octubre de 1904-Salem, Estados Unidos, 26 de octubre de 1989) fue un químico estadounidense galardonado con el Premio Nobel de Química del año 1987.

## Investigaciones científicas
En la década de 1960 consiguió la síntesis química de un grupo de compuestos orgánicos de forma ocasional, los cuales denominó éter corona por la forma de su estructura: un anillo flexible de átomos de carbono formados por grupos etilenoxi (CH2-CH2-O-). En sus investigaciones demostró que era posible fabricar en un laboratorio moléculas que pueden reaccionar selectivamente con otros átomos y compuestos, tal y como lo hacen las enzimas en los organismos vivos, de manera que sean selectivas para cada catión, debido a la carga negativa generada por los dipolos en la molécula. La obtención de estos compuestos fue de forma ocasional, ya que Pedersen investigaba sistemas capaces de encapsular al grupo gavinoxilo en síntesis catalítica de polímeros.
En 1987 fue galardonado con el Premio Nobel de Química, junto con el químico estadounidense Donald J. Cram y el francés Jean-Marie Lehn, por el desarrollo y utilización de moléculas de interacción de alta selectividad. Este galardón ha contribuido a que los éteres corona no caigan en el olvido y se hayan utilizado para múltiples investigaciones científicas.
Actualmente los éteres corona están siendo utilizados en investigación química como grupos funcionales capaces de reconocer selectivamente a cationes y por tanto ofrecer nuevos sistemas químicos, tanto fotosensibles como nuevos materiales. En los últimos años han sido utilizados para la obtención de nuevos cristales líquidos, tanto orgánicos como organometálicos, en los cuales la mesogenia se pierde por la introducción de un catión o se ve modificada para generar nuevas mesofases. Además, también han sido utilizados para la obtención de compuestos polinucleares con interesantes propiedades luminiscentes, ya sean fluoro o fosforescentes.
| Predecesor: Dudley R. Herschbach Yuan T. Lee John C. Polanyi | Premio Nobel de Química 1987 | Sucesor: Johann Deisenhofer Robert Huber Hartmut Michel |

- Datos: Q244998
- Multimedia: Charles J. Pedersen / Q244998